# Mono Paco
El mono Paco fue un ejemplar macho de mono verde (Chlorocebus sabaeus) traído de África y exhibido durante años en un parque de Redondela y más tarde en el zoológico de Vigo. Las condiciones de la instalación y la falta de estímulos, especialmente el aislamiento provocó el desarrollo de comportamientos estereotipados, que incluían la masturbación compulsiva.

## Historia
En 1986, después de una estancia en África, un marinero de Redondela regresó con dos simios (Paco y Coco), dichos simios fueron cedidos al ayuntamiento de Redondela y colocados en una jaula en la Alameda de dicha localidad como atracción turística.
A principios del año 1991 Coco falleció, dejando a Paco solo en la jaula. Comenzó a partir de entonces a masturbarse compulsivamente en su jaula, generando una gran polémica y captando la atención de los medios de comunicación de la época.
Debido a la excesiva actividad sexual de Paco, el alcalde de Redondela Xaime Rei contactó con el concejal de Vigo y responsable de Vigozoo, Antonio Nieto Figueroa "Leri", para que le pudiese buscar una pareja a Paco. Se decidió su traslado a Vigozoo con una mona llamada Vigo.
El 26 de marzo de 1991, Paco fue trasladado a Vigozoo para convivir con su compañera Vigo, la cual aparecería muerta en verano. El 19 de diciembre de 1991 Paco también apareció muerto en su jaula debido a que alguien lo alimentó con comida que contenía un imperdible, lo que provocó que se le perforase el estómago y falleciese.
La historia del Mono Paco fue muy polémica en el año 1991 ya que muchos grupos ecologistas y feministas protestaron debido al encierro que sufren los animales en sus recintos y que las monas de Vigozoo fuesen tratadas como prostitutas.

## Documental
En la edición del año 2010 del Festival de Cans, se estrenó un documental en el que se repasa la vida del "Mono Paco" en Galicia y su argumento sirve como base para retratar diversos aspectos de la sociedad viguesa, como por ejemplo la "movida viguesa" y también la moralidad de la época. En dicho documental participan diversas personalidades como Míchel Salgado, Antón Reixa, Julián Hernández, Manuel Soto, Iván Ferreiro, Silvia Superstar o Manuel Manquiña, entre otros.